# Ioan Manu
Ioan M. Manu (Bucarest, 1803-Bucarest, 1874) fue un político rumano.

## Biografía
Nacido en Bucarest en 1803, era hijo de Mihail G. Manu, originario de Venecia, que llegó a Rumania a mediados del siglo XVIII, de Constantinopla, donde figuró entre los miembros de las familias fanariotas. Hizo sus estudios en casa de sus padres y luego asistió a la escuela rumana junto con Simeon Marcovici y Heliade Rădulescu, entre otros. Durante la época de Kisselef, fue prefecto en Galați, luego en Giurgiu hasta 1833, cuando se instaló en Bucarest, y ocupó los siguientes cargos: director del Ministerio del Interior bajo Alexandru Ghica, secretario de la asamblea pública y prefecto de Policía (Agă) durante la época de Gheorghe Bibescu, cuando organizó el primer Cuerpo de Bomberos. Durante el Gran Incendio de 1847, mostró tanta actividad y energía que la ciudad de Bucarest le entregó una espada honorífica.
Tras el estallido de la revolución en 1848, se refugió en el extranjero, de donde regresó al cabo de un tiempo, y vivió apartado de la vida política hasta el reinado de Barbu Dimitrie Știrbei, cuando ocupó el cargo de postelnic (ministro de Asuntos Exteriores). Durante su vida política ascendió en todos los rangos boyardos, alcanzando el rango más alto, el de Mare Vornic. En 1858, Ioan Manu se convirtió en miembro de pleno derecho de la căimăcămia de tres.
Partidario de la elección de Bibescu en 1859, se retiró a la vida privada durante todo el reinado de Cuza hasta 1866, cuando fue elegido el príncipe Carol I, y participó una vez más en los trabajos del Senado y del Consejo Provincial como miembro electo del colegio de Ilfov.Fue uno de los fundadores de la Sociedad Filarmónica para el fomento del teatro nacional. Las antiguas casas donde vivió en Bucarest estaban ubicadas en el lugar donde se construyó la "Fundación Carol I". Falleció en Bucarest el 29 de noviembre de 1874.